# Protector USV
Il Protector USV è un veicolo di superficie navale a pilotaggio remoto (Unmanned Surface Vehicle o USV) sviluppato dalla RAFAEL Armament Development Authority, per fronteggiare gli attacchi terroristici marittimi come quello portato al cacciatorpediniere statunitense USS Cole, avvenuto nel 2002.
Il Protector USV è l'unica imbarcazione militare senza equipaggio oggi in servizio attivo.

## Caratteristiche
L'imbarcazione è composta da uno scafo rigido, sui cui lati sono stati aggiunti dei tubolari pneumatici, lungo circa 9 metri.
Il Protector è stato progettato considerando tre importanti fattori: l'invisibilità radar (stealthness), l'alta manovrabilità e la velocità.
La struttura verticale in cui sono alloggiati il radar ed i GPS, è a basso profilo d'intercettazione oltre che aerodinamica.
Questa struttura può essere continuamente riconfigurata, sulla base dei requisiti di missione, per compiti di protezione della flotta, lotta al terrorismo, sorveglianza e riconoscimento, ricerca mine, guerra elettronica.
Lo scafo è a forma di V profonda che assieme ai tubolari, garantisce la stabilità e la sicurezza di navigazione.
Un propulsore diesel aziona gli water jets che spingono l'imbarcazione alla velocità di 40 nodi.

## Equipaggiamento
Il Protector è equipaggiato con un sistema d'arma stabilizzato Mini-Typhoon ed un'elettro-ottica TOPLITE per la sorveglianza e l'acquisizione obbiettivi, funzionante con qualsiasi intensità di luce.
Il TOPLITE è inoltre equipaggiato con un visore notturno ad infrarossi ed un puntatore laser per determinare la distanza e la velocità d'avvicinamento dell'obbiettivo.

## Sistema di guida
Il Protector è guidato da una stazione di controllo remoto che può essere situata a terra o su una vicina imbarcazione.

## Sviluppo e teatri di missione
L'USV è stato realizzato per la Marina della Repubblica di Singapore che lo ha utilizzato nelle operazioni di peacekeeping nel Nord del Golfo Persico, nel 2005, a bordo delle LPD (Landing Platform Dock) classe Endurance, dove ha eseguito compiti di sorveglianza e riconoscimento.
Nel 2006, BAE Systems, Lockheed Martin e Rafael fecero una dimostrazione delle capacità operative del Protector per la US Navy, la US Coast Guard ed altre agenzie di sicurezza marittima in Florida, come parte del programma della Littoral Combat Ship.

## Paesi Utilizzatori
- Israele : Marina Israeliana
- Singapore : Marina della Repubblica di Singapore